# Mont Kōya
Le mont Kōya (高野山, Kōya-san) est une zone montagneuse du Japon située dans le bourg de Kōya (préfecture de Wakayama), au sud-est d'Osaka. Il a donné son nom à un complexe de 117 temples bouddhistes.

## Toponymie
À la fin du VIIIe siècle, le jeune Kūkai abandonne ses études secondaires afin de se consacrer à la méditation et aux pratiques ascétiques dans les montagnes, selon l'enseignement du bouddhisme ésotérique. Au cours de ses retraites spirituelles dans des sites naturels isolés, il repère un haut plateau entouré de sommets de montagne, une configuration géographique considérée comme idéale pour vivre sa spiritualité selon l'esthétique bouddhique. De retour en ce lieu, au milieu des années 810, il fait construire un temple près d'une rivière circulant au fond de la vallée d'altitude et baptise la zone montagneuse Kōya-san (高野山, litt. « mont de la haute plaine »),.

## Géographie

### Situation
Le mont Kōya est une zone montagneuse du Japon située dans l'Ouest de la péninsule de Kii, sur l'île de Honshū. Il s'étend dans le Nord de Kōya, bourg de la préfecture de Wakayama. Environ 412 km au sud-ouest de l'agglomération de Tokyo et 56 km au sud-est d'Osaka, il appartient au parc quasi national de Kōya-Ryūjin, une zone naturelle d'une superficie de 19 198 ha protégée par le gouvernement japonais,.

### Topographie

#### Caractérisation géographique
Le mont Kōya est formé d'un plateau central entouré de sommets de montagne dont la hauteur est comprise entre 900 et plus de 1 000 m. Le plateau est situé à une altitude d'environ 800 m et étendu sur 6 km d'ouest en est et 3 km du nord au sud. Les sommets principaux sont les monts Mani (ouest, 1 004 m), Yōryū (nord, 1 009 m) et Tenjiku (centre, 930 m), collectivement appelés « trois monts Kōya », et le mont Benten (ouest, 985 m).
La topographie du mont Kōya, telle que caractérisée par les géographes japonais dans les années 1960, correspond à celle d'une pénéplaine à inselberg, résultat final d'un cycle d'érosion davisien,.

#### Caractérisation spirituelle
Selon un document historique, lorsqu'au début du IXe siècle, le moine bouddhiste Kūkai demande aux autorités impériales la permission d'établir un monastère bouddhique dans le Nord de la province de Kii, il décrit l'endroit comme une plaine d'altitude difficile d'accès, située au sud de la région du mont Yoshino et entourée de quatre montagnes distribuées aux quatre points cardinaux. Par la suite, cette vision idéalisée du mont Kōya s'élabore. Supervisant les travaux d'aménagement du site, Kukai veille à ce que l'ensemble corresponde à une concrétisation physique et spirituelle d'un mandala symbole d'une partie de la doctrine religieuse du shingon et manifestation spirituelle de Dainichi Nyorai : le Kongōkai,. Plus tard, le massif montagneux est représenté, selon l'iconographie bouddhique, comme le piédestal du Bouddha : une fleur de lotus composée de huit pétales externes, appelés Sotohachiyō (les monts Yōryū, Mani, Benten, Tenjiku, Koya (917 m), Hachibuse (908 m), Hōju (945 m) et le pic Kinrai (876 m)), entourent huit pétales internes, appelés Uchihachiyō (les monts Denbōin, Shōrengein, Shingondō, aussi nommé la butte du tigre, Shōchiin, ou butte Jinō, Miyashiro, Yakushiin, Chūmonzen et Jimyōin),,.

### Hydrographie
Le mont Kōya constitue un élément de la ligne de partage des eaux entre les bassins versants des fleuves Kino (au nord), Arida (au centre) et Totsu (cours supérieur du fleuve Kumano, à l'est). Le fleuve Arida, long de 94 km, prend sa source sur les pentes du versant sud du mont Yōryū,, puis s'écoule d'est en ouest, dans le Nord de la préfecture de Wakayama, jusqu'au canal de Kii. Son cours supérieur s'étend au cœur du mont Kōya. Il est formé par les rivières Odo, qui prend sa source au mont Benten, et Tama, issue du mont Yōryū. Celles-ci se rejoignent au lieu-dit Nakanohashi, dans le Sud-Est du mont Kōya, et forment le fleuve Arida, aussi appelé fleuve Odo jusqu'au bourg de Katsuragi,,.
Au mont Benten, naît aussi la rivière Sashi, qui traverse le bourg de Kimino, d'est en ouest, avant de se jeter, à Kinokawa, dans le fleuve Kino. Celui-ci, d'une longueur de 136 km et dont la plaine alluviale s'étend au nord du mont Kōya, est alimenté, dans le Nord-Ouest de Kudoyama, par la rivière Fudōdani, dont la source se trouve au pied du mont Tenjiku (versant ouest),. Ce cours d'eau conflue à Kudoyama avec un autre affluent de rive gauche du fleuve Kino : la rivière Nyū, dont une partie du bassin versant comprend des ruisseaux circulant sur le versant est du mont Kōya.
Au sud-est du mont Kōya, se dresse le pic Jinga (1 106 m), un édifice rocheux parfois considéré comme faisant partie du même massif montagneux. Sur son versant est, dans le Nord du village de Nosegawa (préfecture de Nara), s'écoule la rivière Nakahara, un cours d'eau du bassin du fleuve Totsu.

## Histoire
En 816, le bonze Kūkai obtient de l'empereur Saga, la permission d'installer un ermitage sur la mont Kōya. Le Garan, un bâtiment consacré à l'accueil de moines bouddhistes, est le premier édifice construit,. Après la mort du fondateur du bouddhisme Shingon, en 835, le développement de Kōya-san se poursuit, à l'instigation des prêtres Shinnen, Meizan, qui restaure le lieu de culte bouddhique après l'incendie de 994, puis Kakuban (en),. Le complexe religieux, lieu de fin de vie du bonze promu saint bouddhique sous le nom de Kōbō Daishi, devient, aux XIe et XIIe siècles, un site de pèlerinage aussi réputé que le Tō-ji de Kyoto et le principal centre du Shingon. Au cours des siècles suivants, il prospère malgré les tensions internes entre factions monastiques, les incendies et la volonté de contrôle de chefs de guerre tels qu'Oda Nobunaga et Toyotomi Hideyoshi,. À l'époque d'Edo (1603–1868), Kōya-san représente un revenu foncier de 21 000 koku et constitue le point central d'un réseau de plus de sept mille temples affiliés, répartis dans tout le pays. Durant l'ère Meiji (1868-1912), le culte de Kōbō Daishi résiste aux persécutions anti-bouddhistes. En 1872, l'abolition de l'interdiction ancestrale faite aux femmes d'entrer dans le périmètre de lieux sacrés favorise un regain de popularité pour Kōya-san,.

## Édifices religieux
Les édifices religieux les plus importants sont :
- l'Okuno-in est le périmètre sacré comprenant le mausolée de Kūkai, le Gobyo. Les alentours de celui-ci incluent près de 200 000 pierres tombales de daimyos, de personnalités et de gens ordinaires, sous une forêt de cryptomères du Japon centenaires[33]. Parmi tous ces monuments funéraires, se dresse une stèle à la mémoire de criminels de guerre condamnés à mort, après-guerre, par le Tribunal militaire international pour l'Extrême-Orient et honorés en ce lieu comme « martyrs de Shōwa »[l 34],[34]. Au cœur du cimetière se trouve le Tōrō-dō, le temple des lanternes. On pense que deux flammes y ont brûlé sans interruption depuis un millier d'années ;
- le Kongōbu-ji, temple à partir duquel sont gérées les affaires religieuses des 3 600 temples de la secte Shingon ;
- le Garan (伽藍?) ou Danjōgaran (壇上伽藍?) est le complexe principal des temples du Kōyasan. Il contient plusieurs pavillons et pagodes, dont entre autres[35] : 
  - le Konpon daitō (根本大塔?) une pagode vermillon haute de 49 mètres qui d'après la pensée Shingon est au centre d'un mandala en forme de fleur de lotus couvrant tout le Japon. Elle abrite entre autres la représentation de Dainichi Nyorai, le mandala des deux royaumes[36],
  - le Kondō (金堂) premier pavillon du complexe où Kūkai dispensait son enseignement et discutait avec ses disciples. Il abrite des copies des représentations de Yakushi Nyorai le bouddha guérisseur, et des « mandala du sang » tracé avec le sang de Taira no Kiyomori, les originaux ayant été détruits avec le bâtiment lors du grand incendie de 1925,
  - le Miedō (御影堂), pavillon où résidat Kūkai situé en face du pin sacré où, selon la légende, le vajra que le moine avait lancé depuis la Chine des années auparavant afin de trouver le lieu de son futur monastère aurait atterri. Le pin fait des aiguilles à trois brins au lieu de deux, qui, selon la tradition porterait bonheur. Le pavillon est ouvert une fois l'an lors du Mieku, cérémonie anniversaire de la mort de Kūkai, et on peut y pénétrer pour admirer le portrait de Kūkai et de ses seize disciples, peint par son élève Shin'nyo Hoshino[36],
  - le Juntei-dō (准邸當), qui abrite la statue de Juntei Kannon que Kūkai avait choisi pour protecteur lors de son noviciat,
  - Kujaku-dō (孔雀當), pavillon construit en 1200 à la requête de l'empereur Go-Toba afin de remercier les moines du Kōya d'avoir, par leur prières, réussis à faire pleuvoir pour mettre fin à la sécheresse,
  - le Saitō ou Pagode de l'Ouest (西塔), érigée en 887 sur ordre de l'empereur Kōkō par Shinzen Daitoku, premier successeur de Kūkai,
  - le Fudō-dō (不動當), pavillon de Fudō Myōō qui est la forme irritée de Dainichi Nyorai dans le mandala de la matrice. Il abrite une sculpture de la divinité accompagné de ses huit jeunes serviteurs, œuvre du célèbre sculpteur Unkei[37],
  - le Aizen-dō (愛染當), pavillon de Aizen Myōō le pendant de Fudō Myōō dans le mandala du diamant,
  - le Sanmai-dō (三妹當), nommé ainsi après que l'abbé Saiko y soit entré en grande méditation au IXe siècle,
  - le Daie-dō(大絵當), construit par la princesse Itsutsuji Saijin, fille de l'empereur Go-Toba et dédié à la mémoire de celui-ci,
  - le Tōtō ou Pagode de l'Est (東塔),
  - le Sannō-in (山王院), construit à la période Fujiwara, le bâtiment sert, le seizième jour de chaque mois, de lieu de débat pour les moines ainsi que de lieu d'examen,
  - le Myō-jinja (明神社), sanctuaire shinto érigé pour protéger et abriter les divinités sacrées du mont Kōya, Niutsu-Hime (丹生都比売) et son fils Kariba-myōjin (狩場明神) qui, selon la légende, guidèrent Kūkai jusqu'au mont Kōya ;
- le Jison-in : même s'il est situé  à une vingtaine de kilomètres au nord des sanctuaires principaux, ce temple fait partie du complexe de temples de Kōya-san. Il a été fondé au IXe siècle pour servir de bureau administratif et de centre d'accueil pour les pèlerins. Le Jison-in est relié au centre du complexe par un chemin de pèlerinage créé par Kūkai, le Chōishimichi (町石道?, le « chemin aux bornes en pierre »). Le chemin est en effet jalonné d'une stūpa à cinq niveaux tous les 108 m, distance correspondant à un chō (町, ancienne unité de longueur).

On trouve aussi d'autres monuments importants :
- les mausolées de Tokugawa Ieyasu et Hidetada bâtis en 1643 par Tokugawa Iemitsu et déclarés Patrimoine culturel important. L'édifice se composant de deux pavillons dans le style architectural du Tōshō-gū de Nikkō, riche en décorations. Le mausolée de droite est celui de Ieyasu, et le gauche celui de Hidetada ;
- la grande porte (大門, daimon?) qui fut jadis l'entrée principale du Kōya. C'est un bâtiment immense mesurant 25 mètres de haut pour 21 mètres de large et sept mètres d'épaisseur. Elle abrite les deux gardiens de Niō sculptés par Koi et Uncho pendant l'ère Edo. Le bâtiment actuel date de 1705 mais fut démantelé puis surélevé en 1981, travaux qui durèrent jusqu'en 1986 ;
- la cloche de six heures (六時の鐘), située entre le Kongōbu-ji et l'entrée du Danjōgaran, elle fut érigée en 1618 par Fukushima Masanori pour le repos éternel de sa mère. La cloche brûla peu de temps après dans un incendie et fut reconstruite par son fils Fukushima Masatoshi en 1635. On peut l'entendre tous les jours sonner chaque heure entre 6 h et 22 h ;
- le nyonin-dō (女人堂?) : jusqu'en 1873 les femmes n'étaient pas autorisées à séjourner dans l'enceinte sacrée du site, celles-ci résidaient donc dans un de ces relais construits aux abords des sept accès originaux du complexe. Les autres stations ont disparu, aujourd'hui le Nyonin-do est essentiellement une boutique mais demeure une étape pour les pèlerins et c'est le premier arrêt de la ligne de bus du Kōya.

En 2004, l'UNESCO a désigné le mont Kōya Patrimoine mondial de l'humanité, en même temps que la plupart des sites sacrés et chemins de pèlerinage dans les monts Kii.

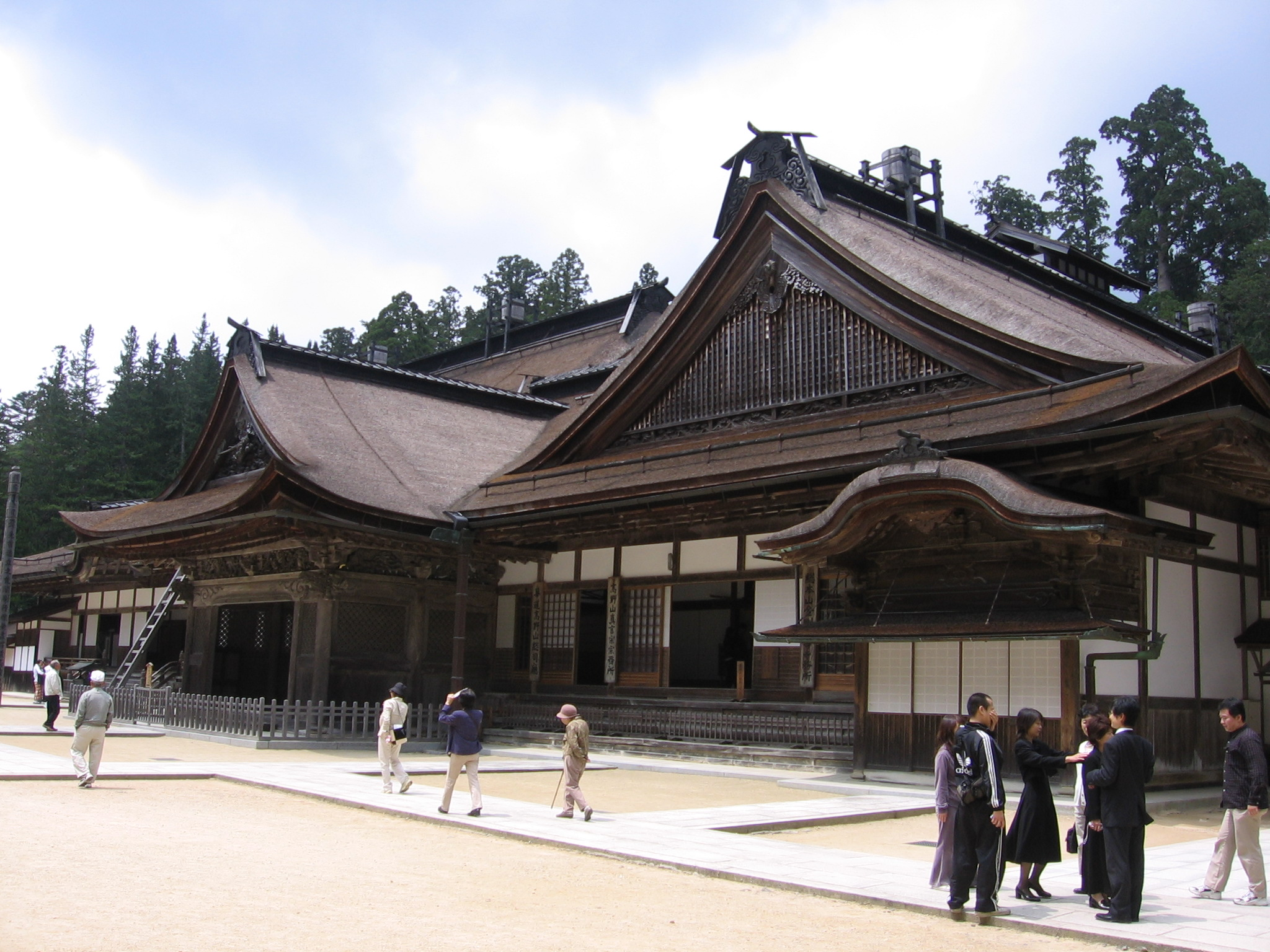
Kongōbu-ji.
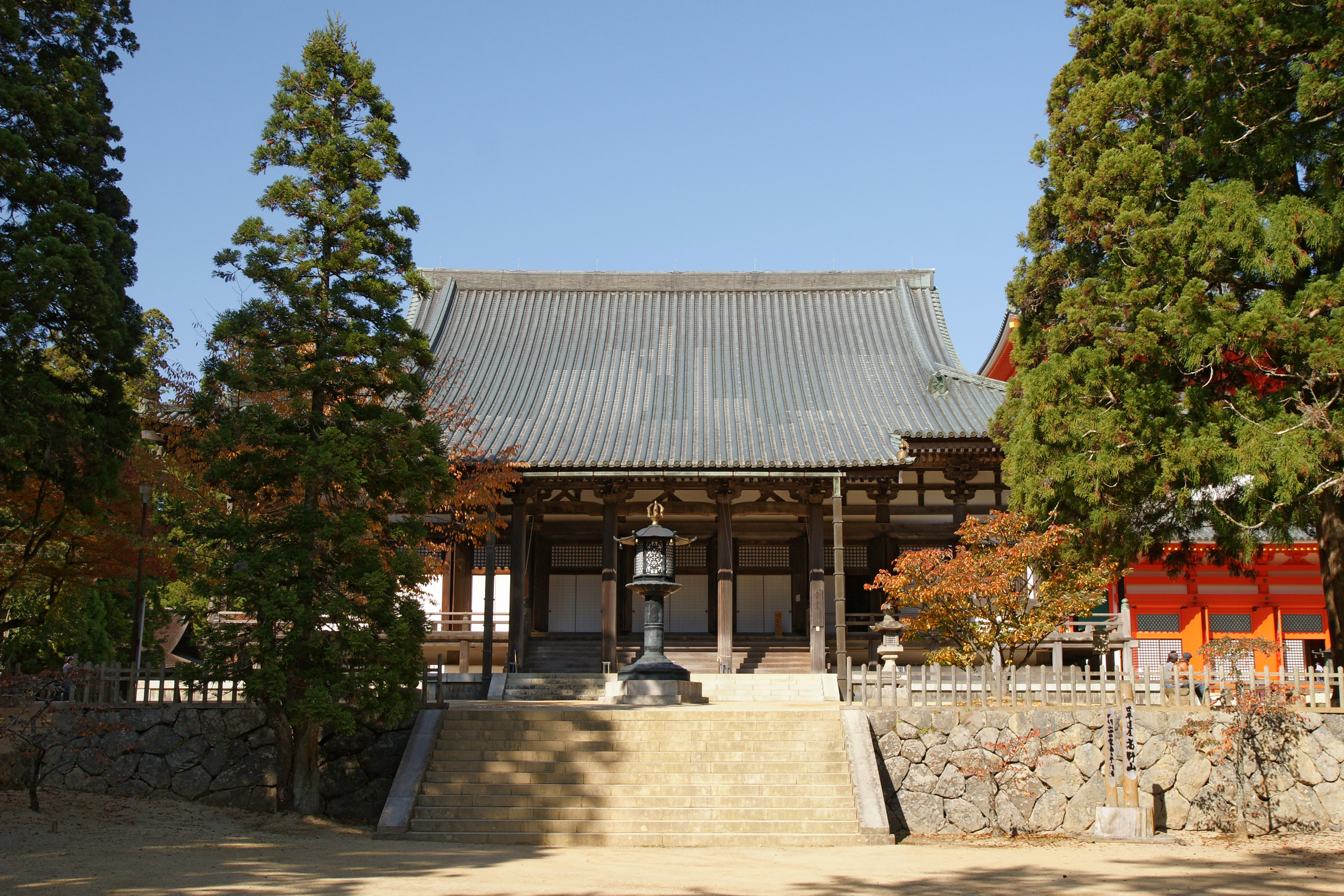
Le Danjōgaran kondō, bâtiment principal.
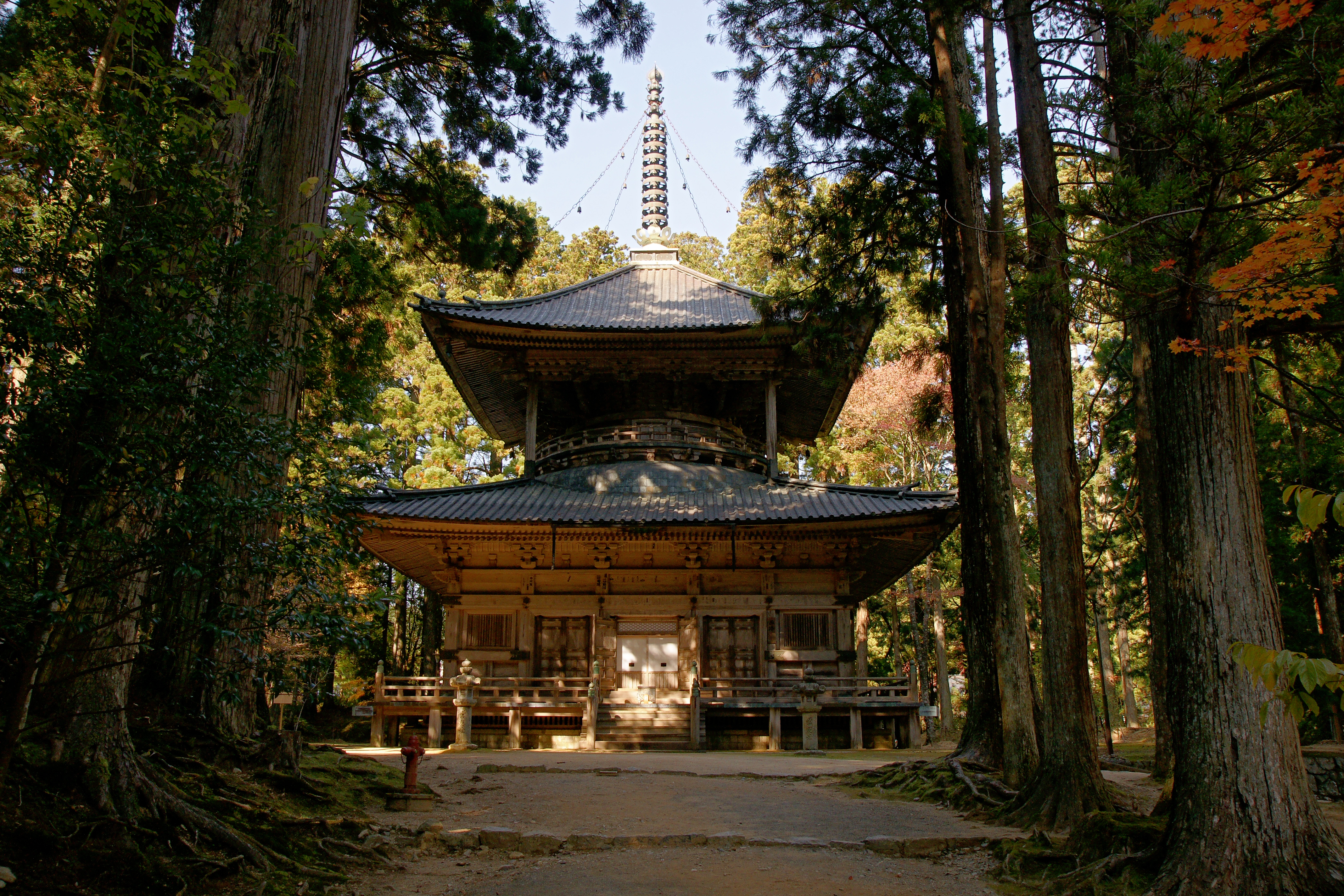
Le Danjōgaran saitō, pagode de l'ouest.
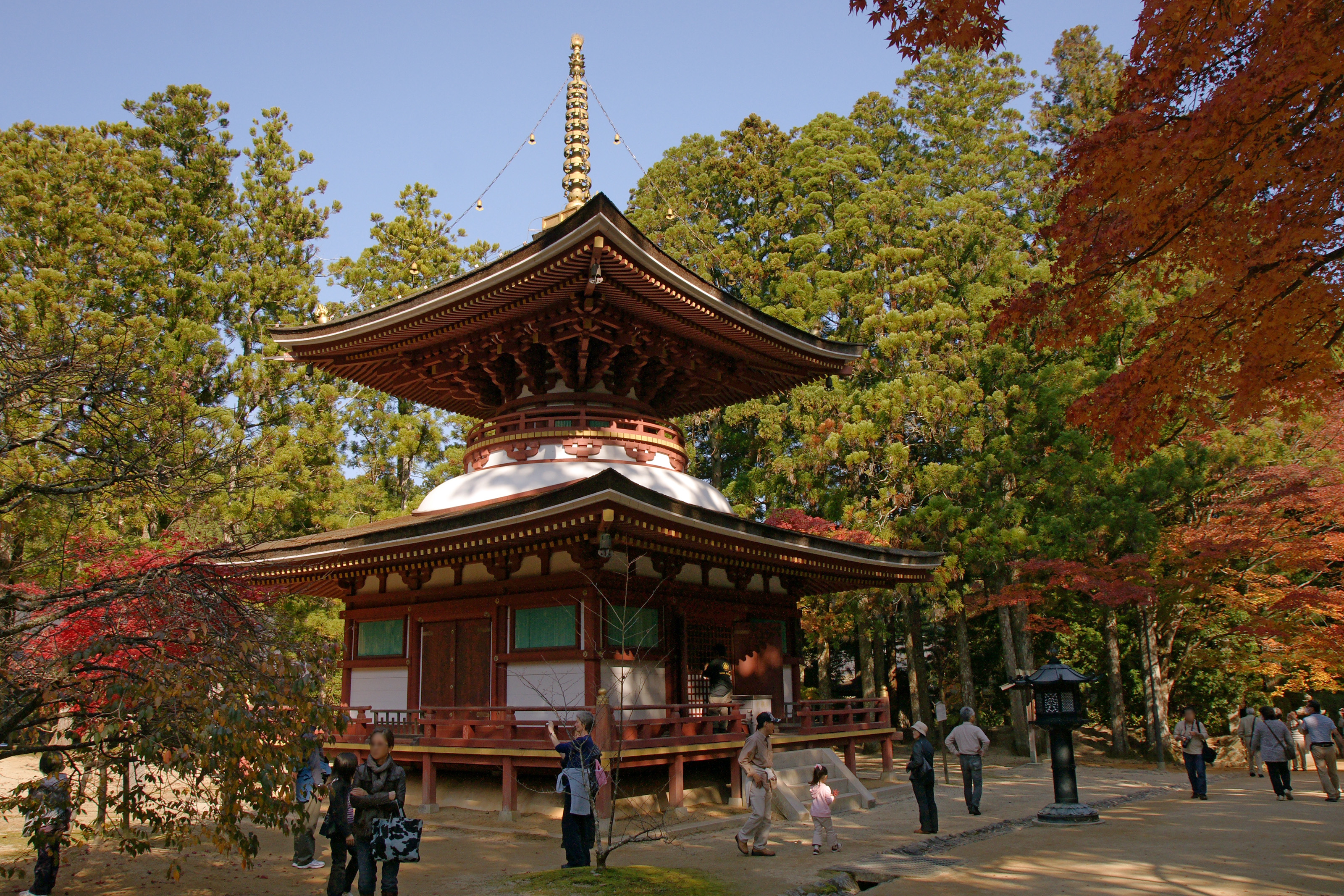
Le Danjōgaran tōtō, pagode de l'est.
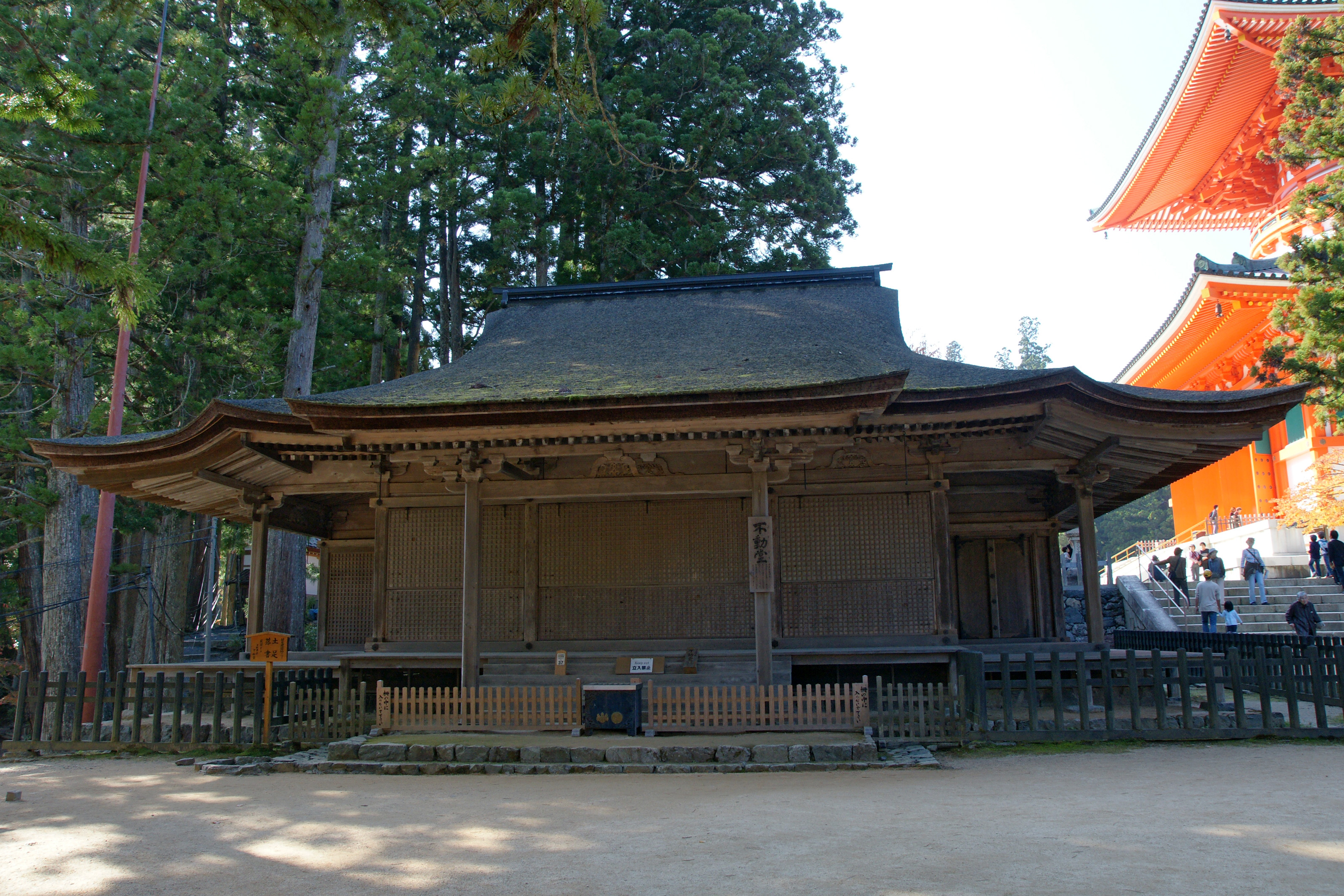
Le Danjōgaran fudōdō (trésor national).
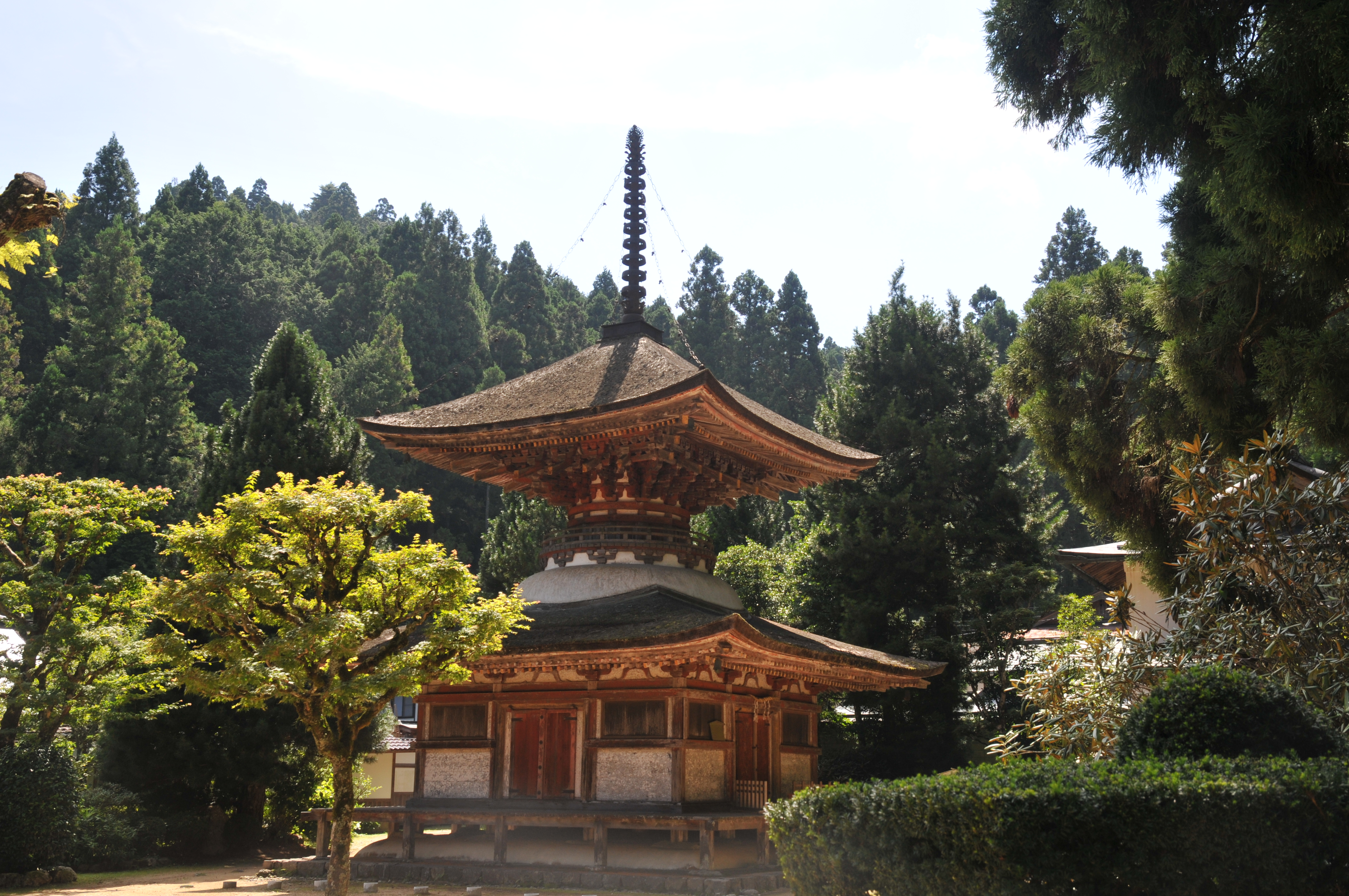
Le tahō-tō du Kongozanmaiin (trésor national).
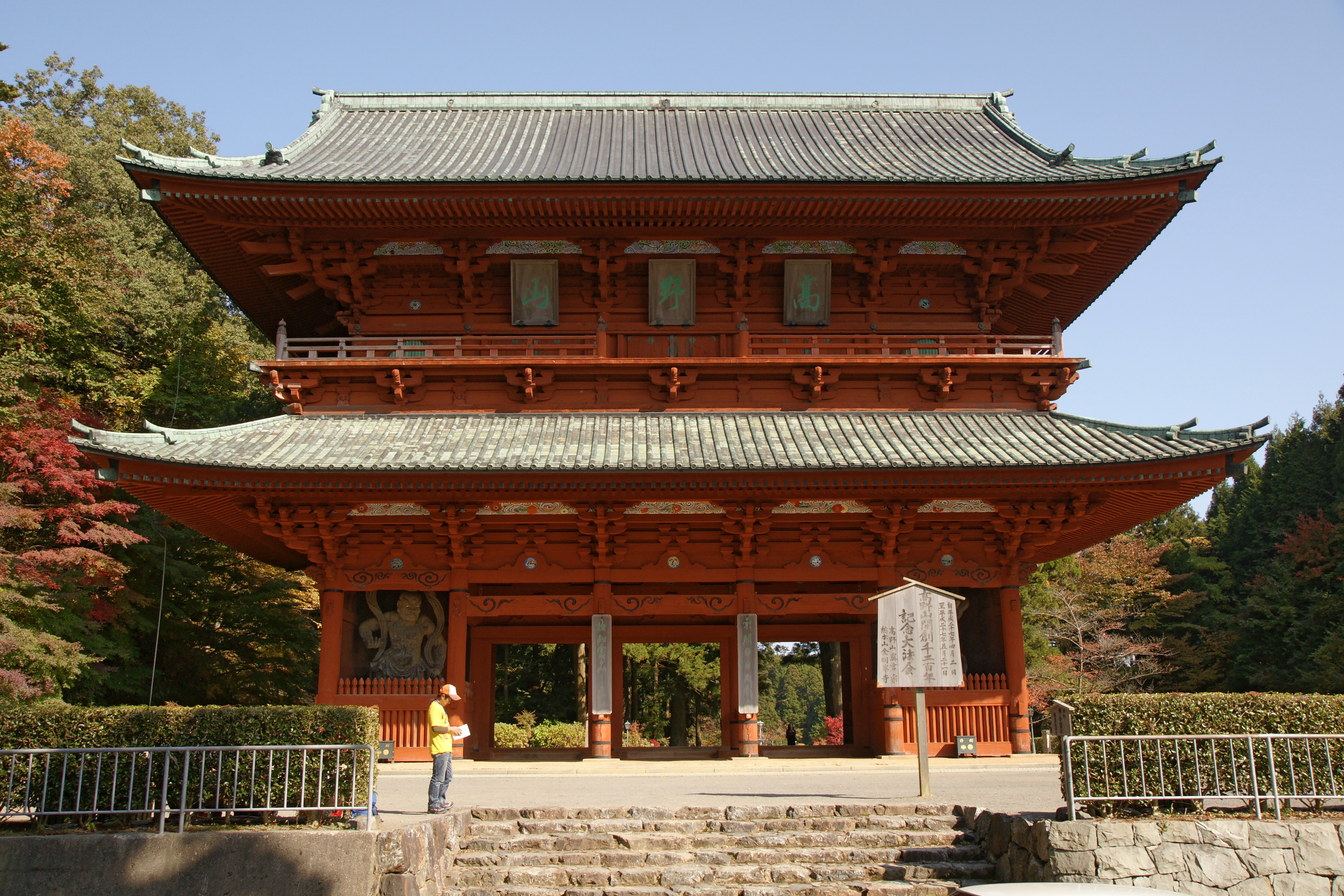
Le daimon.

## Tourisme
Kōya-san est accessible en prenant le funiculaire situé au terminus de la ligne Kōya de la compagnie Nankai Electric Railway, partant de la gare de Namba à Osaka. Il est aussi possible de rejoindre Kōya-san à partir de la gare de Kudoyama, sur la même ligne, en parcourant à pied les vingt kilomètres du chemin de pèlerinage partant du Jison-in.
On trouve une centaine de monastères sur le mont Kōya, dont la moitié disposent de chambres d'hôtes, appelées shukubō (宿坊, littéralement « logement des bonzes »). On y déguste une cuisine bouddhiste végétarienne d'origine zen appelée cuisine shōjin (精進料理, shōjin ryōri), introduite de Chine au XIIIe siècle, issue du végétarisme bouddhique.